# Grupo 63
O Gruppo 63 foi um manifesto literário proclamado de neoavanguardia fundado depois de um evento dedicado ao festival de música contemporânea intitulado "Settimana Internazionale di Nuova Musica", organizado por Francesco Agnelo e sediado no Hotel Zagarella, na cidade de Palermo, nos dias 3 a 8 de outubro. Tomaram parte no grupo escritores, críticos e músicos, entre os quais Nanni Balestrini, Edoardo Sanguineti, Alberto Arbasino, Renato Barilli e Umberto Eco.

## Origem
Sua origem remonta ao círculo intelectual da revista Il Verri, projeto de Luciano Anceschi que remonta a seu primeiro número em 1956. Esta revista abriu espaço para jovens escritores que buscavam uma revisita de leitura dos textos seminais do renascimento e barroco, e uma nova filosofia estética independente da "escola crociana". Do ponto de vista estilístico e narratológico, antagonizavam com maneirismo e com a poesia comprimida a representação da "paixão humana". Configurava a cena precedente ao movimento experimentalista, conglomerado em torno da revista Il Verri, as revistas literárias Il Menabò, Il Molino e Il Politecnico. Entretanto, a experiência literária mais sintetizadora dos anseios de manifestar renovação da linguagem poética se deu com a antologia literária I Novissimi, livro este que condensa os  5 anos do grupo de escritores reunidos em torno da revista de Luciano Anceschi. A antologia dos Novissimi, contando com textos de Nanni Balestrini, Edoardo Sanguineti, Elio Pagliarani, Alfredo Giuliani, e Antonio Porta, antepõe o manifesto vanguardista de 1963 em Palermo que daria origem ao Gruppo 63. A publicação se deu em 1961 pelos editores milaneses Rusconi e Paolazzi (este último era pai de Antonio Porta).
O novo movimento literário Gruppo 63 não nascia de uma corrente de ideologia constituinte que trouxesse homogeneidade a ela, estando sob a condição de ecletismo ao ter lado a lado as correntes marxistas, fenomenológicas e hermenêuticas. Os integrantes do Gruppo 63 segundo Umberto Eco eram críticos e escritores coligados pelo empenho com experimentalismo narrativo e estético, e o vigor enquanto debatedores que incorporam a dinamica do grupo o lugar da divergência e da opinião franca. Dentre a diversidade dos escritores experimentalistas da neoavanguardia, de modo geral, o que os emprestava um fundamento era promover a ruptura com o paradigma artístico do neorealismo, utilizando-se, para isso, de uma linguagem experimental tanto na música quanto na poesia e nas artes plásticas. Ao contraporem a tradição literária italiana em sua grande amplitude, o que reunia o Gruppo 63 era a vontade de transformar no nível da forma os gêneros da literatura.
Entre 1963 e 1967, o Gruppo 63 reuniu em cinco ocasiões aproximadamente meia centena de escritores, configurando manifestos no decorrer deste período por via da publicação revistas literárias, dentre elas: Malebolge (1964-1967), Grammatica (1964-1976) e Quindici (1967-1969). Destaca-se desta vanguarda o manifesto teórico de Edoardo Sanguineti, “Ideologia e Linguagem”, em que defende a abertura da literatura italiana para a alternativa literária ao cânone do novecento através das experiências literárias de desconstrução da relação sujeito-linguagem-obra e desestruturação das formas comunicativas e expressivas. Em Fano, em 1967, o Gruppo 63 reuniu-se pela última vez.

## Ideologia na cena do Gruppo 63
Segundo Umberto Eco, os escritores do Gruppo 63 tinham em comum a descrença em gestos revolucionários. Para eles, a revolução na linguagem não poderia ser defendida com temáticas politizadas e o empenho estilístico pela arte engajada, “L’eversione artistica non poteva più assimilarsi all'eversione politica”. A subversão política não poderia naturalmente mais ser tomada como modelo de subversão da linguagem.
Por outro lado, para os autores que buscaram expressar um desagravo em relação às críticas na neoavanguardia sobre a linguagem e a estética formal na  literatura italiana, a batalha linguística experimentalista era sentida como movimento literário que acossava o discurso lírico. Dentre os críticos da neoavanguardia do gruppo 63, Pier Paolo Pasolini fez oposição pública a vertente experimentalista da literatura italiana, acusando-a de promover na poesia um tipo de formalismo cerebral ao mesmo tempo em que ela, segundo ele, bradava estar desta forma confrontando o establishment da arte burguesa, que, por ironia, segundo Pasolini, viria a precipitar em uma posição existencial (do ser na vida) amiúde burguesa.